# Fighter's History
 Fighter's History  (ファイターズヒストリー) est un jeu vidéo de combat en 2D de la série éponyme (en), développé et édité par Data East en 1993 sur borne d'arcade et en 1994 sur Super Nintendo,,,.

## Synopsis
Les combattants s'affrontent dans le championnat mondial de combat.

## Système de jeu
C'est un jeu de combat un contre un en 2D, qui a beaucoup de similitudes avec Street Fighter II. Il y a 11 personnages jouables: Ray McDougal (E-U, personnage principal), Mizoguchi Makoto (Japon), Ryoko Kano (Japon), Liu Feilin(Chine), Matlock Jade (UK), Samchay Tomyamgun (Thaïlande), Lee Diendou (Chine), Jean Pierre (France), Marstorius (Italie), et deux boss Clown (France) et Karnov (Russie). L'originalité du système de jeu repose sur un système de points faibles propre à chaque personnages: bandeau (Ryoko, Mizoguchi), coiffe (Matlok), plastron (Feilin), bracelet (Samchay), genoux (Lee), jambières (Marstorius) , éclair (Ray), et bandeau de jambe  (Jean).
Poursuite judiciaire : Capcom USA a poursuivi Data East en 1994 pour plagiat de la franchise Street Fighter, mais malgré les similitudes, Capcom n'a pas eu gain de cause.

## Série
1. Fighter's History
2. Karnov's Revenge (1994, Arcade, Neo-Geo AES, Neo-Geo CD, Saturn)
3. Fighter's History: Mizoguchi Kiki Ippatsu !! (1995, Super Famicom)